# ポールポジション
ポールポジション（英: pole position、PP）は、モータースポーツにおいて、決勝レースのスタート位置の先頭を指す。

## 概要
一般的には予選で最速のラップタイムを記録したドライバーが、この位置を得る権利を持つ（ただしリバースグリッドを採用しているレースではその限りではない）。ポールポジションを獲得したドライバーは「ポールシッター」と呼ばれる。
ポールポジションの語源は競馬にあるといわれている。モータースポーツが盛んに行なわれるようになった1900年初頭、競馬の世界では観客席から離れた位置からのスタートでも馬番が判りやすいようゼッケン1番の馬の位置にポールを立てる習慣があった。この「1番の位置にポールを立てる」という習慣がモータースポーツに「1番前のスタート位置」として転じたのがポールポジションだとされている。
ポールポジションを獲得すると以下の様な利点がある。
- スタート形式を問わず最初のコーナーに最も近い。
- スタンディングスタートでは、前方に車両がないため加速を行いやすい。
- ローリングスタートでは、セーフティカーがピットに入る様子を誰よりも早く確認できる。
- 予選と決勝では最適なセッティングは厳密には異なるとはいえ、そのグリッドの中でかなり速いマシンという証明になる。

無論、レース展開において非常に有利なポジションであるためポールポジションを獲得したドライバー（チーム）がそのまま優勝する例は非常に多い。これをポールトゥーウィンと呼ぶ。特にレースの距離・時間が短いほど、ポールポジションのマシンが有利となる。

## F1におけるポールポジション記録
記録は2024年終了時点。
- 太字は2025年の現役ドライバー。
- 1950年 - 1960年にF1世界選手権の一戦に組み込まれていたインディ500のみ参戦したドライバーは除く。

ポールポジション獲得者に関する注釈
(注1)スプリント(予選)実施GPにおけるポールポジションの取扱い
- 2021年の第10戦イギリスGP、第14戦イタリアGP、第19戦サンパウロGPでは
レース形式の「スプリント予選」が実施され、「スプリント予選」の1位をポールポジションとして記録している。
「スプリント予選」に先立ち実施された「予選1位」にはポールポジションの記録は付与されていない。
- 2022年の「スプリント」実施GPにおいては、
ポールポジションは「予選1位」に記録され、「予選1位」は「スプリント」では1番グリッドからスタートする。
決勝レースでは「スプリント1位」が1番グリッドからスタートするが、「スプリント1位」にはポールポジションの記録は付与されない。
- 2023年以降、決勝とスプリントは別のイベントとして扱われるようになった。「スプリント予選（2023年のみスプリント・シュートアウト）」は「スプリント」のスターティンググリッドを決定するセッションに変わり、「予選1位」にポールポジションの記録が付与される。

(注2)予選1位のドライバーがグリッド降格ペナルティを受ける場合
- 全車のグリッド順位を割り当てた際に1位となるドライバーにポールポジションが与えられる。

### 通算獲得数
| 順位  | 回数 | ドライバー                   |
| ----- | ---- | ---------------------------- |
| 1     | 104  | ルイス・ハミルトン           |
| 2     | 68   | ミハエル・シューマッハ       |
| 3     | 65   | アイルトン・セナ             |
| 4     | 57   | セバスチャン・ベッテル       |
| 5     | 40   | マックス・フェルスタッペン   |
| 6     | 33   | ジム・クラーク               |
| 6     | 33   | アラン・プロスト             |
| 8     | 32   | ナイジェル・マンセル         |
| 9     | 30   | ニコ・ロズベルグ             |
| 10    | 29   | ファン・マヌエル・ファンジオ |
| 出典: |      |                              |

### 年間獲得数
| 順位  | 回数 | ドライバー                 | 年度                   |
| ----- | ---- | -------------------------- | ---------------------- |
| 1     | 15   | セバスチャン・ベッテル     | 2011年                 |
| 2     | 14   | ナイジェル・マンセル       | 1992年                 |
| 3     | 13   | アイルトン・セナ           | 1988年, 1989年         |
| 3     | 13   | アラン・プロスト           | 1993年                 |
| 6     | 12   | ルイス・ハミルトン         | 2016年                 |
| 6     | 12   | マックス・フェルスタッペン | 2023年                 |
| 8     | 11   | ミカ・ハッキネン           | 1999年                 |
| 8     | 11   | ミハエル・シューマッハ     | 2001年                 |
| 8     | 11   | ニコ・ロズベルグ           | 2014年                 |
| 8     | 11   | ルイス・ハミルトン         | 2015年, 2017年, 2018年 |
| 出典: |      |                            |                        |

### 連続獲得数
| 順位  | 回数 | ドライバー                 | レース                                                          |
| ----- | ---- | -------------------------- | --------------------------------------------------------------- |
| 1     | 8    | アイルトン・セナ           | 1988年スペイングランプリ - 1989年アメリカグランプリ             |
| 1     | 8    | マックス・フェルスタッペン | 2023年アブダビグランプリ - 2024年エミリア・ロマーニャグランプリ |
| 3     | 7    | アイルトン・セナ           | 1990年スペイングランプリ - 1991年モナコグランプリ               |
| 3     | 7    | アラン・プロスト           | 1993年南アフリカグランプリ - 1993年カナダグランプリ             |
| 3     | 7    | ミハエル・シューマッハ     | 2000年イタリアグランプリ - 2001年ブラジルグランプリ             |
| 3     | 7    | ルイス・ハミルトン         | 2015年モナコグランプリ - 2015年イタリアグランプリ               |
| 7     | 6    | ニキ・ラウダ               | 1974年オランダグランプリ - 1974年イタリアグランプリ             |
| 7     | 6    | アイルトン・セナ           | 1988年ブラジルグランプリ - 1988年デトロイトグランプリ           |
| 7     | 6    | アイルトン・セナ           | 1989年ベルギーグランプリ - 1989年オーストラリアグランプリ       |
| 7     | 6    | ナイジェル・マンセル       | 1992年南アフリカグランプリ - 1992年モナコグランプリ             |
| 7     | 6    | ミカ・ハッキネン           | 1999年イギリスグランプリ - 1999年イタリアグランプリ             |
| 7     | 6    | ニコ・ロズベルグ           | 2015年日本グランプリ - 2015年アブダビグランプリ                 |
| 7     | 6    | ルイス・ハミルトン         | 2016年アメリカグランプリ - 2017年中国グランプリ                 |
| 出典: |      |                            |                                                                 |

年をまたがない場合、1993年のアラン・プロストと2024年のマックス・フェルスタッペンの7戦連続が最多記録となる。

### デビュー戦で獲得
- ジュゼッペ・ファリーナ - F1最初のレース（1950年イギリスグランプリ）で記録。
- マリオ・アンドレッティ - 1968年アメリカグランプリで記録。厳密には2戦目だが、初参戦した1968年イタリアグランプリは決勝に出走しなかったため、デビュー戦と見なされる。
- カルロス・ロイテマン - 1972年アルゼンチングランプリで記録。
- ジャック・ヴィルヌーヴ - 1996年オーストラリアグランプリで記録。

（出典: ）

### デビューから遅く達成
| 順位  | レース数 | ドライバー                 | レース                         |
| ----- | -------- | -------------------------- | ------------------------------ |
| 1     | 216      | セルジオ・ペレス           | 2022年サウジアラビアグランプリ |
| 2     | 151      | カルロス・サインツ         | 2022年イギリスグランプリ       |
| 3     | 141      | ケビン・マグヌッセン*      | 2022年サンパウログランプリ     |
| 4     | 131      | マーク・ウェバー           | 2009年ドイツグランプリ         |
| 5     | 119      | ヤルノ・トゥルーリ         | 2004年モナコグランプリ         |
| 6     | 115      | ティエリー・ブーツェン*    | 1990年ハンガリーグランプリ     |
| 7     | 111      | ニコ・ロズベルグ           | 2012年中国グランプリ           |
| 8     | 94       | ミカ・ハッキネン           | 1997年ルクセンブルクグランプリ |
| 8     | 94       | ダニエル・リカルド         | 2016年モナコグランプリ         |
| 10    | 93       | マックス・フェルスタッペン | 2019年ハンガリーグランプリ     |
| 出典: |          |                            |                                |

- * 唯一のポールポジション

### 最年少記録
| 順位  | 年齢      | ドライバー                  | レース                     |
| ----- | --------- | --------------------------- | -------------------------- |
| 1     | 21歳73日  | セバスチャン・ベッテル      | 2008年イタリアグランプリ   |
| 2     | 21歳166日 | シャルル・ルクレール        | 2019年バーレーングランプリ |
| 3     | 21歳237日 | フェルナンド・アロンソ      | 2003年マレーシアグランプリ |
| 4     | 21歳308日 | マックス・フェルスタッペン  | 2019年ハンガリーグランプリ |
| 5     | 21歳317日 | ランド・ノリス              | 2021年ロシアグランプリ     |
| 6     | 22歳17日  | ランス・ストロール*         | 2020年トルコグランプリ     |
| 7     | 22歳97日  | ルーベンス・バリチェロ      | 1994年ベルギーグランプリ   |
| 8     | 22歳154日 | ルイス・ハミルトン          | 2007年カナダグランプリ     |
| 9     | 22歳308日 | アンドレア・デ・チェザリス* | 1982年アメリカ西グランプリ |
| 10    | 23歳80日  | ニコ・ヒュルケンベルグ*     | 2010年ブラジルグランプリ   |
| 出典: |           |                             |                            |

- * 唯一のポールポジション

### 最年長記録
| 順位  | 年齢      | ドライバー                   | レース                             |
| ----- | --------- | ---------------------------- | ---------------------------------- |
| 1     | 47歳79日  | ジュゼッペ・ファリーナ       | 1954年アルゼンチングランプリ       |
| 2     | 46歳209日 | ファン・マヌエル・ファンジオ | 1958年アルゼンチングランプリ       |
| 3     | 44歳17日  | ジャック・ブラバム           | 1970年スペイングランプリ           |
| 4     | 42歳196日 | マリオ・アンドレッティ       | 1982年イタリアグランプリ           |
| 5     | 41歳97日  | ナイジェル・マンセル         | 1994年オーストラリアグランプリ     |
| 6     | 39歳188日 | カルロス・ロイテマン         | 1981年シーザーズ・パレスグランプリ |
| 7     | 39歳156日 | グラハム・ヒル               | 1968年イギリスグランプリ           |
| 8     | 38歳320日 | キミ・ライコネン             | 2018年イタリアグランプリ           |
| 9     | 38歳242日 | アラン・プロスト             | 1993年日本グランプリ               |
| 10    | 38歳197日 | ルイス・ハミルトン           | 2023年ハンガリーグランプリ         |
| 出典: |           |                              |                                    |

## MOTOGPにおけるポールポジション記録
（2020年終了時点）

### 通算獲得数
| 順位 | ライダー                     | 回数 |
| ---- | ---------------------------- | ---- |
| 1    | マルク・マルケス             | 90   |
| 2    | ホルヘ・ロレンソ             | 69   |
| 3    | バレンティーノ・ロッシ       | 65   |
| 4    | ミック・ドゥーハン           | 58   |
| 5    | マックス・ビアッジ           | 56   |
| 6    | ダニ・ペドロサ               | 49   |
| 7    | ケーシー・ストーナー         | 43   |
| 8    | ホルヘ・マルティネス         | 42   |
| 9    | ロリス・カピロッシ           | 41   |
| 10   | エウジーニョ・ラッツァリーニ | 35   |